# Bryaxis curtisii
Bryaxis curtisii (лат.) — вид жуков-ощупников (Pselaphinae) из семейства стафилиниды. Палеарктика. Длина тела менее 2 мм. Встречаются в лесной подстилке, гнилой древесине, а иногда и в муравейниках.

## Распространение
Палеарктика. Один из самых широко распространённых видов рода: встречается от Британских островов, Дании и южных провинций Швеции по всей Центральной Европе (Австрия, Германия, Италия, страны бывшей Югославии …) до Болгарии, России, Турции и Украины.

## Описание
Мелкие коротконадкрылые жуки-ощупники. Длина тела менее 2 мм (от 1,45 до 1,7 мм). Виски слегка закруглены. Плечи отчётливые, более (самцы, ♂) или менее (самки, ♀) выступающие, поэтому основание надкрылий более широкое, а бока менее заострённые. Самец: 1-й членик усиков явно длиннее ширины, довольно утолщён, в нижней базальной части внутри с плоским бугорком, лежащим в неглубоком или малоглубоком вдавлении; 2-й членик почти шаровидный, шире первого, очень утолщён, его внутренний край не килеват, а немного впереди середины с небольшим выступающим бугорком. Передний край лба почти никогда не изрезан посередине. Передние голени с небольшим отчётливым углублением. Самка: 1-й членик усиков чуть более чем в 1,5 раза длиннее своей ширины; 2-й членик заметно длиннее своей ширины, овальный. Основная окраска красновато-коричневая или коричневато-кирпичная. Усики 11-члениковые, брюшко из 5 видимых тергитов. На переднеспинке две базальные ямки, соединённые поперечной бороздой. Встречаются в лесной подстилке и почве, в дуплах деревьев, в гнилой древесине, под корой, опавшими листьями, среди мхов, а иногда и в муравейниках.

## Таксономия
Вид был впервые описан в 1817 году британским зоологом Уильямом Личем под названием Bythinus curtisii Leach, 1816 и назван в честь Джона Кертиса (John Curtis). Входит в состав одноимённой видовой группы curtisii (которая насчитывает в общей сложности 14 видов). Французский энтомолог Рене Жаннель (1950) создал для этой группы видов подрод Embolobythus, обозначив в качестве типового вида Bythinus curtisii, но в составе нового рода в результате чего таксон получил новое имя Acropagus (Embolobythus) curtisi. В 1957 году Караман возвёл Embolobythus в род, но в 1974 году швейцарский энтомолог Клод Бесуше (1930—2020) сделал его синонимом Bryaxis наряду с 19 другими родами и подродами. Выделяют три подвида:
- Bryaxis curtisii subsp. curtisii
- Bryaxis curtisii subsp. hungaricus (Reitter, 1882)
  - =Bythinus (Bythinus) hungaricus Reitter, 1882
- Bryaxis curtisii subsp. orientalis (Karaman, 1952)
  - =Bythinus orientalis Karaman, 1952